# Minimální polynom (teorie těles)
Minimální polynom je pojem z teorie těles, podoboru abstraktní algebry.

## Definice
Nechť {\displaystyle S/T} je tělesové rozšíření a je dán prvek {\displaystyle a\in S}. Pak je minimálním polynomem prvku {\displaystyle a} takový monický polynom z polynomiálního okruhu {\displaystyle T[x]}, kterého je {\displaystyle a} kořenem a který je mezi takovými polynomy nejmenšího stupně.

### Existence a jednoznačnost
Minimální polynom může existovat pouze k algebraickým prvkům – pokud je prvek transcendentní a tedy není kořenem žádného polynomu z {\displaystyle T[x]}, pak nelze hledat mezi takovými polynomy polynom monický a nejnižšího stupně.
Je-li ovšem prvek {\displaystyle a} algebraický, pak je množina všech polynomů, jejichž je kořenem, vlastním ideálem. A protože {\displaystyle T[x]} je oborem hlavních ideálů, jedná se o hlavní ideál generovaný nějakým polynomem {\displaystyle r(x)}, ke kterému je jednoznačně asociovaný monický polynom, což je hledaný minimální polynom.

## Vlastnosti
- Minimální polynom musí být ireducibilní.

## Příklady
- Rozšíření {\displaystyle \mathbb {R} /\mathbb {Q} }, tedy tělesa reálných čísel nad tělesem racionálních čísel, sice není algebraické, ale některé jeho prvky ano: Například {\displaystyle a={\sqrt {2}}} je kořenem polynomu {\displaystyle p(x)=x^{2}-2}, který je přímo i jeho minimálním polynomem.